# George Dole
George Dole (n. 30 ianuarie 1885, Ypsilanti⁠(d), Michigan, SUA – d. 6 septembrie 1928, Winthrop⁠(d), Maine, SUA) a fost un luptător ce a reprezentat Statele Unite ale Americii, medaliat olimpic. A participat la o ediție a Jocurilor Olimpice (1908) în care a câștigat o medalie de aur.

## Participări
Lista de mai jos prezintă principalele competiții la care a participat George Dole de-a lungul carierei.
- wrestling at the 1908 Summer Olympics – men's freestyle featherweight[*]